# 3월 15일
3월 15일은 그레고리력으로 74번째(윤년일 경우 75번째) 날에 해당한다. 또한 시나몬 롤데이 및 딸기데이라고 불린다.

## 사건
- 기원전 44년 - 율리우스 카이사르가 폼페이우스 회랑에서 마르쿠스 브루투스 일당에게 암살당하다.
- 1493년 - 크리스토퍼 콜럼버스가 아메리카로의 1차 항해를 마치고 스페인으로 돌아오다.
- 1545년 - 첫 트리엔트 공의회가 개최되다.
- 1776년 - 사우스캐롤라이나주가 아메리카 식민지 중 처음으로 대영 제국으로부터 독립을 선언하고 정부를 세우다.
- 1848년 - 헝가리에서 합스부르크에 대항하여 혁명이 발발하다.
- 1903년 - 대한제국 광무황제가 징병제 실시를 예고하다.
- 1951년 - 한국전쟁 중 서울이 재탈환되었다.
- 1960년 - 대한민국 3·15 부정선거와, 마산에서 이로 인한 시위가 발생하다.
- 1970년 - 핵 확산 금지 조약이 인준되다.
- 1999년 - 포항공항에서 대한항공 1533편 활주로 이탈 사고 발생으로 79명 부상.
- 2003년 - 후진타오가 중화인민공화국의 주석에 취임하다.
- 2019년 - 뉴질랜드 크라이스트처치에 있는 모스크에서 극우 테러가 저지른 총기 난사 사건으로 적어도 49명이 사망하였다.

## 문화
- 1820년 - 메인주가 23번째 미국의 주가 되다.
- 1990년 - 럭키금성이 MBC 청룡 야구단을 인수하여 LG 트윈스로 이름을 변경하다.
- 2002년 - 문학터널이 개통되었다.
- 2007년 - 보잉의 보잉 747-400 여객기 생산이 중단되다.

## 탄생
- 270년 - 그리스의 성직자 성 니콜라오스. (~343년)
- 1638년 - 청나라의 3대 황제 순치제. (~1661년)
- 1713년 - 프랑스의 천문학자, 측지학자 니콜라 루이 드 라카유. (~1762년)
- 1720년 - 파르마의 군주 필리포 1세 디 파르마 공작. (~1765년)
- 1767년 - 미국의 제7대 대통령 앤드루 잭슨. (~1845년)
- 1809년 - 라이베리아의 초대 대통령 조지프 젠킨스 로버츠. (~1876년)
- 1826년 - 프랑스의 자연학자, 탐험가 앙리 무오. (~1861년)
- 1830년 - 독일의 소설가, 노벨 문학상 수상자 파울 요한 루트비히 폰 하이제. (~1914년)
- 1854년 - 독일의 생리학자, 노벨 의학상 수상자 에밀 아돌프 폰 베링. (~1917년)
- 1861년
  - 구한말의 의병장, 노무현의 증조부 노응규. (~1907년)
  - 미국의 정치인 조지프 M. 디바인. (~1938년)
- 1866년 - 중국 청나라의 황족종실 및 군인 겸 정치인 산치. (~1922년)
- 1869년 - 대한민국의 독립운동가 길선주. (~1935년)
- 1872년 - 미국의 배우 해리 홀먼. (~1947년)
- 1899년 - 홍콩의 제2대 총독 알렉산더 그랜덤. (~1978년)
- 1915년 - 대한민국의 기업가, 창업자 서갑호. (~1976년)
- 1920년 - 미국의 의사, 노벨 의학상 수상자 에드워드 도널 토머스. (~2012년)
- 1921년 - 대한민국의 국악인 박귀희. (~1993년)
- 1924년 - 독일의 배우 발터 고텔. (~1997년)
- 1929년 - 이탈리아의 가수 안토니에타 스텔라. (~2022년)
- 1930년
  - 대한민국의 국회의원 양창식.  (~2018년)
  - 그리스의 축구 선수 코스타스 네스토리디스. (~2023년)
  - 러시아의 물리학자, 노벨 물리학상 수상자 조레스 알표로프. (~2019년)
  - 미국의 화학자, 노벨 화학상 수상자 마르틴 카르플루스. (~2024년)
- 1931년 - 대한민국의 시인 박근영.
- 1932년 - 대한민국의 소설가 이호철. (~2016년)
- 1933년
  - 미국의 대법관 루스 베이더 긴즈버그. (~2020년)
  - 독일의 목사 파울 슈나이스. (~2022년)
- 1935년 - 이집트의 법학자 나빌 엘아라비. (~2024년)
- 1938년
  - 대한민국의 영화 제작자 이태원. (~2021년)
  - 대한민국의 기업인 정재은.
  - 미국의 대수기하학자 로빈 하츠혼.
- 1939년 - 대한민국의 가수 겸 배우 남석훈. (~2024년)
- 1940년
  - 대한민국의 시인 송수권. (~2016년)
  - 미국의 음악가 필 레시. (~2024년)
- 1942년
  - 대한민국의 소설가 김원일.
  - 소련과 리투아니아의 카누 선수 블라다스 체슈나스. (~2023년)
  - 이란의 프로레슬링 선수 아이언 쉬크. (~2023년)
- 1943년
  - 미국의 음악가 슬라이 스톤. (~2025년)
  - 캐나다의 영화 감독 데이비드 크로넌버그.
- 1945년 - 대한민국의 배우 양재성.
- 1946년 - 대한민국의 기업인 이구택.
- 1947년 - 일본의 바둑 기사 가토 마사오. (~2004년)
- 1948년
  - 브라질의 외교관 세르지우 비에이라 지 멜루.
  - 소련의 레슬링 선수 레반 테디아슈빌리. (~2024년)
- 1951년
  - 대한민국의 디자이너 권영걸.
  - 대한민국의 바둑 기사 노영하. (~2024년)
- 1952년
  - 한국계 출신의 미국 행정관료 겸 대학 교수 하워드 코.
  - 미국의 정치인 얼레이 톰블린.
- 1955년 - 일본의 성우 후타마타 잇세이.
- 1956년 - 대한민국의 성우, 배우 김익태.
- 1957년 - 대한민국의 야구 선수 김종수.
- 1959년
  - 대한민국의 공무원 이영찬.
  - 미국의 영화 감독 레니 할린.
- 1960년 - 대한민국의 방송인, 대표이사 송병준.
- 1961년
  - 대한민국의 정치인 권익현.
  - 대한민국의 육상 선수 이홍열.
  - 대한민국의 공무원 김현수.
- 1962년
  - 대한민국의 기업인 허민회.
  - 대한민국의 사회운동가, 정치인 김도현.
  - 대한민국의 기업인 한종희. (~2025년)
  - 독일의 축구 선수 마르쿠스 메르크.
  - 필리핀의 권투 선수 레오폴도 세란테스. (~2021년)
- 1965년 - 러시아의 퍼스트 레이디, 경제학자 스베틀라나 메드베데바.
- 1966년 - 대한민국의 전 야구 선수 김보선.
- 1967년 - 대한민국의 희극인 박승대.
- 1969년 - 핀란드의 가수 티모 코티펠토.
- 1970년
  - 대한민국의 전 야구 선수, 현 야구 코치 김정민.
  - 대한민국의 배우 박수영.
  - 루간스크 인민공화국의 정치인 레오니트 파세치니크.
- 1971년 - 일본의 전 축구 선수 다카하시 노리오.
- 1974년
  - 대한민국의 가수 김동률.
  - 대한민국의 가수 반가희.
- 1975년
  - 미국의 가수 윌 아이 엠.
  - 미국의 배우 에바 롱고리아.
  - 대한민국의 희극인 최국.
- 1976년 - 대한민국의 배우 이민우.
- 1977년
  - 오스트레일리아의 야구 선수 에이드리언 번사이드.
  - 미국의 가수, DJ 조 한.
  - 대한민국의 전 양궁 선수 윤혜영.
- 1978년
  - 대한민국의 전직 축구 선수 김경진.
  - 대한민국의 희극인, 방송인, 사회자 정형돈.
- 1979년
  - 미국의 전 야구 선수 케빈 유킬리스.
  - 대한민국의 배우 강예원.
  - 대한민국의 전 탁구 선수 최현진.
  - 대한민국의 배우 조명진.
  - 대한민국의 아나운서 김수환.
  - 대한민국의 전 농구 선수 박지현.
- 1981년 - 스웨덴의 가수 베로니카 마조.
- 1982년
  - 대한민국의 전 스타크래프트 프로게이머 강민.
  - 일본의 배우, 가수 나카무라 유리.
  - 대한민국의 희극인 김주현.
- 1983년
  - 대한민국의 배우 전역산.
  - 영국 스코틀랜드의 배우 숀 비거스태프.
- 1984년
  - 대한민국의 배우 이윤지.
  - 대한민국의 래퍼 타래.
  - 대한민국의 희극인 이성호.
  - 한국계 미국인 골프 선수 크리스티나 김.
- 1985년
  - 대한민국의 배우 이다희.
  - 대한민국의 야구 선수 송창식.
  - 프랑스의 전 축구 선수 라사나 디아라.
- 1986년
  - 대한민국의 배우 전승빈.
  - 대한민국의 야구 선수 김정수.
  - 대한민국의 배구 선수 임명옥.
  - 일본의 축구 선수 가미오노베 메구미.
- 1987년 - 대한민국의 배우 윤지유.
- 1988년
  - 대한민국의 야구 선수 임익준.
  - 일본의 전 축구 선수 다나카 슌.
- 1989년
  - 대한민국의 배우 이제연.
  - 영국의 배우 톰 베이트먼.
- 1990년 - 대한민국의 모델 박다솜.
- 1991년 - 일본의 배우 기타노 기이.
- 1992년 - 대한민국의 래퍼 짱유.
- 1993년
  - 대한민국의 전 가수 유경 (AOA).
  - 프랑스의 축구 선수 폴 포그바.
  - 영국, 인도의 배우 알리아 바트.
  - 일본의 아이돌 오카다 로빈 쇼코.
- 1994년 - 대한민국의 가수 김개미.
- 1995년
  - 대한민국의 배우 이준영.
  - 대한민국의 가수 마독스.
  - 대한민국의 가수 체리콕.
  - 대한민국의 축구 선수 최경록.
  - 일본의 가수 아리야스 모모카.
  - 일본의 성우 토요타 모에.
  - 브라질의 스케이트보드 선수 페드루 바후스.
- 1996년
  - 대한민국의 기자 김민준.
  - 대한민국의 모델 신현지.
  - 대한민국의 래퍼 진진 (아스트로).
  - 프랑스의 펜싱 선수 막시밀리앵 샤스타네.
- 1997년
  - 대한민국의 피겨 스케이팅 선수 이호정.
  - 대한민국의 축구 선수 손화연.
  - 미국의 가수, 방송인 티아 (쇼콜라).
  - 대한민국의 배우 정승원.
- 1998년
  - 대한민국의 리그 오브 레전드 프로게이머 테디.
  - 대한민국의 리그 오브 레전드 프로게이머 레이.
  - 대한민국의 가수 이세연.
- 1999년 - 프랑스의 펜싱 선수 막심 피앙파티.
- 2000년 - 대한민국의 가수 혁. (오메가엑스)
- 2001년
  - 대한민국의 뮤지컬 배우 겸 비디오 자키 김유안.
  - 대한민국의 치어리더 김정원.
  - 일본의 성우 하세가와 레나.
- 2002년 - 일본의 스케이트보드 선수 요소즈미 사쿠라.

### 미상
- 대한민국의 공무원 박종구.
- 대한민국의 가수 셀린.

## 사망
- 기원전 44년 - 로마의 정치인 율리우스 카이사르. (기원전 100년~)
- 220년 - 중국 후한말의 정치인, 시인 조조. (155년~)
- 493년 - 초대 이탈리아의 왕 오도아케르. (433년~)
- 963년 - 비잔티움 제국의 황제 로마노스 2세. (938년~)
- 1937년 - 미국의 호러, 판타지, 공상과학 소설가 H. P. 러브크래프트. (1890년~)
- 1938년 - 소련의 혁명가 니콜라이 부하린. (1888년~)
- 1962년 - 미국의 물리학자, 노벨상 수상자 아서 콤프턴. (1892년~)
- 2004년 - 영국의 화학자, 노벨 화학상 수상자 존 포플. (1925년~)
- 2019년 - 나이지리아의 대학 교수 오쿠이 엔위저. (1963년~)
- 2020년
  - 대한민국의 언론인 권근술. (1941년~)
  - 이탈리아의 건축가 비토리오 그레고티. (1927년~)
  - 터키의 군인 아이타츠 얄만. (1940년~)
- 2021년
  - 대한민국의 정치인 이경재. (1932년~)
  - 미국의 영화배우 야핏 코토. (1939년~)
- 2022년 - 미국의 태양물리학자 유진 파커. (1927년~)
- 2023년 - 일본의 정치인 나카야마 다로. (1924년~)
- 2025년
  - 미국의 농구선수 슬릭 왓츠. (1951년~)
  - 미국의 영화배우 윙스 하우저. (1947년~)

## 기념일
- 3·15 의거 기념일: 대한민국
- 세계 소비자 권리의 날
- 세계 이슬람 문화, 평화, 대화와 영화의 날(World Day of Muslim Culture, Peace, Dialogue and Film)
- 월드 컨택트 데이(World Contact Day): 1953년 3월 세계 최초로 외계 생물(ET)에 대한 접촉을 시도한 것을 기념하는 날.
- 국제 경찰 폭력 종식의 날
- 제헌절: 벨라루스
- 1848년 헝가리 혁명 기념일: 헝가리
- 호넨 마츠리(豊年祭, Harvest Festival) : 일본

## 알아보기
- 전날: 3월 14일 다음날: 3월 16일 - 전달: 2월 15일 다음달: 4월 15일
- 음력: 3월 15일
- 모두 보기